# Rock Olmen
Rock Olmen is een pop- en rockfestival in het Belgische dorp Olmen dat jaarlijks georganiseerd wordt in het laatste weekend van Juli. Het middelgrote festival ontvangt gemiddeld 3000 bezoekers per dag. De eerste editie vond plaats in 1990 onder de naam Mini-Rock. In 2006 is de naam veranderd naar Rock Olmen. Het festival richt zich voornamelijk op Belgische artiesten binnen de rockscene, al passeren er ook bands uit de rest van Europa. In 2019 werd het festival voor het eerst volledig uitverkocht.

## Geschiedenis
Doorheen de jaren ontving het festival meerdere (middel)grote Belgische artiesten.
2023Noordkaap – Black box revalation –  Whispering Sons – Sons – High hi – ILA – Gallus (sco) – Doodseskader – Hideous – Peuk – Mayorga – Oproer – Ronker  – Crooked steps
2022novastar – intergalatic lovers – the sore losers – equal idiots – stake – the lounge society – Mooneye – Maura Pawlowski – Tessa Dixson – Kids with buns –  the sha-la-lee's  – Meltheads
2021 (Summer sessions Covid editie)School is cool – Dirk. – RHEA – High Hi – Rammkot – The Radar Station – New Moon – Tangled Horns – Red Stags
2020Geen editie wegens de COVID-19 pandemie.
2019Therapy? (IER) – Whispering Sons – Sons – It it anita – Josephine – Mooneye – Lysistrata (FR) – Fever Days – Nesqueek
2018Absynthe Minded – Faces On TV – Newmoon – False Heads (UK) – Portland – dirk. – Moments – Superstyling (DJ) – Fornet – Teen Creeps – Big Fat Toddlers – DJ Yolotanker – Niviro – Double-U – DJ-Neelz
2017Discobar Galaxie – J. bernardt – Brutus – Jacle bow – The guru guru – Black leather jacket – Red stags – Paryshakerz
2016Marble Sounds – Soldier’s Heart – Discobar Galaxie – Equal Idiots – It It Anita – Tanks 4 nothing – Hypochristmutreefuzz – PartyShakerz – DJ Borg – Spynex – Jelle B
2015The Deaf (NL) – Rhinos are people too – Team William – Monster Youth – DJ Mr Fuzz – AKS – Team me (No) – Blaue Blume (DK) – Down to Adelaide – Wallace Vanborn
2014Revere (UK) – Midnight Swim – The Spectors – Astronaute – Little Trouble Kids – Psycho 44 – Elephant – Warhola – Brutus – The Sore Losers
2013The Greatest Handshake – Roza Parks – In Kata – Recorders – Mister & Mississippi(NL) – Coasts(UK) – Black Heart Rebellion – Captain Steel(DJ) – Float Fall – BRNS – Will Johnson(US) – The Hickey Underworld – Compact disk dummies
2012Humble Flirt – Landing Atlantis – Mojo Fury – Papier Tigre – School is Cool – SoulShakers – The me in you – Wallace vanborn – Willow
2011Amatorski – The boxer rebellion – Flying horseman – Annasaid – Oscar and the wolf – Mojo Filters – Teddiedrum – The sore losers – Metafuzz – Merdan Taplak – Lust off – The experimental tropic blues band
2010The Black cat bone squad – Thee Andrew Surfers- Monzy Madness- Superlijm – Believo! – School is cool – Landfill- Roadburg – Marble Sounds – The Disciplines – Mintzkov – Dj Merdan Taplak
2009The Black cat bone squad – Yuko – The Galacticos – The Bony King of Nowhere – Customs – Malibu Stacy- The Hickey Underworld- 120 Days – Dj Merdan Taplak
2008The Black Box Revelation (B) – Headphone – Logh – The Germans – Creature with the Atom Brain – Dj Butsenzeller – The Tabasco Collective – Johnny Berlin – Bronze
2007DJ Blackjack – Vive la fête (B) – The Kissaway Trail (DK) – Krakow (B) – The Sedan Vault (B) – The Rones (B) – Kiss the Anus of a Black Cat (B) – The Rones (B) – The Diplomat (B) – Team William (B)
2006Millionaire (B) – Savales (B) – Campsite ( DK) – Briskey (B) – Anton Walgrave (B) – Soon (B) – Pox (B) – Flyswatter (Ger) – Campus (B) – Sparkle of Hope (B)
2005Sweet Coffee (B) – Triggerfinger (B) – Logh ( SE) – BulBul (A) – Radio Infinty (B) – Sold Out (B) – The Go Find (B) – Toman (B) – Mascotte (B) – The Maple Room (B) – Kazumsumaki
2004Arsenal (B) – A Brand (B) – Brazen (CH) – From Monument to Masses (USA) – The Van Jets (B) – Sincere (B) – Cornflames (B) – End on End (USA)
2003Mauro & the Grooms (B) – Monochrome (D) – Ceasar (NL) – Girls In Hawaii (B) – White Circle Crime Club (B)
2002Fifty Foot Combo (B) – Melys (UK) – Valina (A) – Barrahead ( DK) – Dr Monster (B)
2001Tahiti 80 (FR) – Automatic Buffalo (B) – Camden ( B) – Venus in Flames ( B) – The Andrew Surfers (B) – Lester ( B)
2000Knoxville Girls ( USA) – Das Pop (B) – Seafood (UK) – Betty goes Green (B) – Rumplestichkin (B) – Orange Black (B)